# Rond dambordje
Rond dambordje (Circinaria contorta) is een korstmossoort uit het geslacht Circinaria.

## Determinatie
Het is een grijze, korstvormige soort met kratervormige, zwarte apotheciën met deels witte berijping. Het thallus bestaat uit areolen die vaak los van elkaar staan. De kleur is grijs tot vaalwit. Bij vochtig omstandigheden krijgt hij opvallende heldergroene kleur. Het thallus is voorzien van samengroeide schubjes van 1–2 mm in diameter. De apotheciën zijn deels ingezonken, zwart van kleur met een rand in dezelfde kleur als het thallus.

### Gelijkende taxa
De soort wordt verward met het iets zeldzamere plat dambordje en het nog véél zeldzamere geschubd dambordje en gelobd dambordje. Plat dambordje verschilt door haar meestal duidelijk zichtbare, dunne, scherpe afgetekende, grijze lijn (een 'omcirkeling') aan het eind van het thallus. Ook is zij doorgaans meer helderwit van kleur. Geschubd dambordje verschilt doordat haar schubben deels loskomen van het substraat en door de aanwezigheid van (slecht zichtbare) soralen. Gelobd dambordje onderscheidt zich vanwege haar rondom verlengde lobben.

## Ecologie
Rond dambordje groeit hoofdzakelijk op horizontale, betonnen oppervlakken, zoals stoeptegels, stoepranden, dijken en grafzerken. De soort is het meest talrijk op beton, cement en baksteen, maar ook voorkomend op natuursteen, basalt en tufkrijt.

### Syntaxonomie
Rond dambordje staat te boek als preferente kensoort voor de dambordjes-associatie (Circinarietum contortae).

## Verspreiding
In Nederland is de soort in het hele land zeer algemeen. De zwaartepunten liggen in de urbane gebieden.

## Fotogalerij

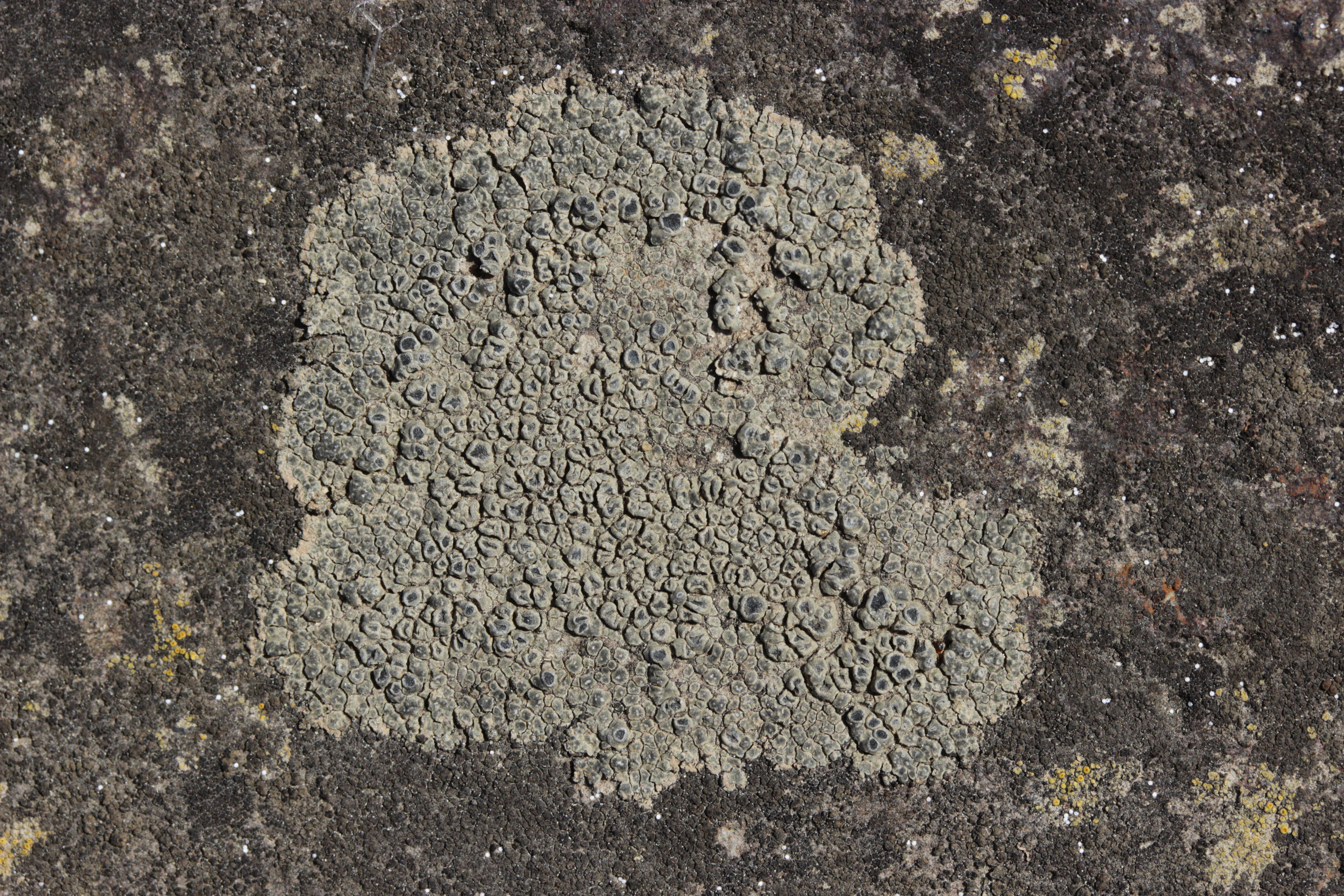
Thallus